# QVC9
QVC9 è il nono mixtape del rapper italiano Gemitaiz, pubblicato il 6 novembre 2020 da Tanta Roba.

## Descrizione
Nel descrivere il progetto, il rapper ha affermato: «Il nuovo mixtape è nato come tutti i miei mixtape precedenti, dall'esigenza di scrivere ed esprimermi in maniera differente da un disco ufficiale, per mantenere la magia di 11 anni fa, quando è cominciata. Questo però è un gradino sopra agli altri 8 volumi se vogliamo, perché la musica è tutta inedita e ci sono diverse canzoni prodotte da me medesimo, per me è la prima volta che succede. Una rinascita».
Alcuni tra gli ospiti presenti nel disco sono Nitro, Fabri Fibra, Emis Killa, MadMan e Achille Lauro.

## Tracce
1. QVC9 – 2:11
2. Noi siamo così – 2:07
3. Mama (feat. Nitro) – 3:01
4. Mondo di fango – 1:57
5. In una Benz (feat. Fabri Fibra) – 2:22
6. Fuck/Peace – 1:09
7. Alright (feat. Emis Killa & Geolier) – 2:42
8. Marte (feat. Izi) – 2:16
9. Russian Roulette – 2:23
10. Fair (feat. MadMan) – 2:10
11. Rollercoaster (feat. Carl Brave) – 2:58
12. Più di così (feat. D'African) – 3:46
13. Money Money (feat. Speranza & Ensi) – 4:24
14. <3 – 3:11
15. Ehy (feat. Priestess & Chadia Rodríguez) – 2:36
16. Si va pt. 3 (feat. Gemello & Mystic One) – 2:53
17. Trap Emo RMX (feat. Achille Lauro) – 2:22
18. Outro in the Night – 2:55

## Formazione
Musicisti
- Gemitaiz – voce
- Nitro – voce aggiuntiva (traccia 3)
- Fabri Fibra – voce aggiuntiva (traccia 5)
- Emis Killa – voce aggiuntiva (traccia 7)
- Geolier – voce aggiuntiva (traccia 7)
- Izi – voce aggiuntiva (traccia 8)
- MadMan – voce aggiuntiva (traccia 10)
- Carl Brave – voce aggiuntiva (traccia 11)
- D'African – voce aggiuntiva (traccia 12)
- Speranza – voce aggiuntiva (traccia 13)
- Ensi – voce aggiuntiva (traccia 13)
- Priestess – voce aggiuntiva (traccia 15)
- Chadia Rodríguez – voce aggiuntiva (traccia 15)
- Gemello – voce aggiuntiva (traccia 16)
- Mystic One – voce aggiuntiva (traccia 16)
- Achille Lauro – voce aggiuntiva (traccia 17)

Produzione
- Gemitaiz – produttore (tracce 1, 4, 13, 15, 17 e 18)
- Mixer T – produzione (tracce 5, 6, 11, 16)
- Ombra – produzione (tracce 3, 10, 12)
- Polezsky – produzione (traccia 3)
- PK – produzione (tracce 8, 10, 12)
- Bijan Amir – produzione (traccia 2)
- Bobby Kritical – produzione (traccia 9)
- Kang – produzione (traccia 12)
- Mace – produzione (traccia 14)

## Classifiche

### Classifiche settimanali
| Classifica (2020) | Posizione massima |
| ----------------- | ----------------- |
| Italia            | 2                 |
| Svizzera          | 68                |

### Classifiche di fine anno
| Classifica (2020) | Posizione |
| ----------------- | --------- |
| Italia            | 53        |
| Classifica (2021) | Posizione |
| Italia            | 63        |